# Sirtuin
Sirtuini su familija signalnih proteina uključenih u metaboličku regulaciju. Oni su drevnog porekla u evoluciji životinja i izgleda da poseduju visoko očuvanu strukturu u svim kraljevstvima života. Hemijski, sirtuini su klasa proteina koji poseduju aktivnost mono-ADP-riboziltransferaze ili wikt:deacylasedeacilaze, uključujući aktivnost deacetilaze, desukcinilaze, demalonilaze, demiristoilaze i depalmitoilaze. Naziv Sir2 potiče od gena kvasca „tiha regulacija informacija o tipu parenja 2“ ('silent mating-type information regulation 2'), gena odgovornog za ćelijsku regulaciju u kvascu.

## Spoljašnje veze
- Sirtuins на 